# Jacek Grosser
Jacek Wojciech Grosser (ur. 14 marca 1953 w Oświęcimiu) – polski samorządowiec, inżynier.

## Życiorys
Od 1966 do 1982 działał w Związku Harcerstwa Polskiego. W 1975 podjął pracę w Zakładach Chemicznych w Oświęcimiu. Był współzałożycielem struktur „Solidarności” w swoim zakładzie pracy. Po wprowadzeniu stanu wojennego został na krótki czas aresztowany.
Ukończył studia mechaniczne na Politechnice Krakowskiej, pracował w przedsiębiorstwie chemicznym, w 1989 rozpoczął prowadzenie własnej działalności gospodarczej. W 1998, 2002 i 2006 uzyskiwał mandat radnego miejskiego w Oświęcimiu. W 2003 objął stanowisko zastępcy prezydenta Janusza Marszałka, jednak podał się do dymisji po pięciu miesiącach, motywując tę decyzję brakiem zaufania do przełożonego. Współtworzył także Chrześcijański Ruch Samorządowy. W 2004 został dyrektorem w miejskim Centrum Kształcenia Praktycznego.
W wyborach w 2010 ponownie uzyskał mandat radnego. Wygrał jednocześnie wybory na urząd prezydenta miasta, pokonując w drugiej turze Janusza Chwieruta różnicą 81 głosów. Jacek Grosser kilka dni po wyborach doznał ataku serca, po reanimacji znalazł się w śpiączce farmakologicznej. Z uwagi na stan zdrowia nie złożył ślubowania i nie rozpoczął urzędowania, a miastem w dalszym ciągu kierował Janusz Marszałek. W 2011 Jacek Grosser został skierowany na tzw. roczną rehabilitację. Sytuacja ta doprowadziła do konieczności znowelizowania przepisów ustawy o samorządzie gminnym, które umożliwiły wyznaczenie osoby pełniącej obowiązki prezydenta. Funkcję tę premier Donald Tusk powierzył Januszowi Chwierutowi. Jacek Grosser nie objął urzędu do końca kadencji.